# Aleje Jerozolimskie-Zachód
Aleje Jerozolimskie-Zachód lub Aleje Jerozolimskie Zachodnie – osiedle mieszkaniowe w dzielnicy Ochota w Warszawie.

## Położenie i historia
Osiedle Aleje Jerozolimskie-Zachód znajduje się na warszawskiej Ochocie, na obszarze Miejskiego Systemu Informacji Stara Ochota. Jest położone wzdłuż Alei Jerozolimskich, po ich południowej stronie, na odcinku między placem Zawiszy a Dworcem Zachodnim, na północ od ul. Grójeckiej.
W XVIII wieku w tej części miasta znajdowała się założona w 1774 roku osada żydowska nazywana Nową Jerozolimą. W późniejszym okresie powstały tu liczne glinianki. Obszar zamieszkiwany był głównie przez ubogą ludność. W czasie II wojny światowej, we wrześniu 1939 roku, broniły się w tym miejscu 41 Suwalski Pułk im. Marszałka Piłsudskiego i 40 Pułk Piechoty Dzieci Lwowskich. Doszło też tutaj do jedynego starcia pancernego, które miało miejsce w czasie obrony Warszawy.
Osiedle wybudowano w latach 1962–1967 według projektu Jana Zdanowicza i Jerzego Baumillera. W tamtym czasie nawiązująca do nazwy ulicy nazwa osiedla nie oddawała stanu faktycznego, gdyż Al. Jerozolimskie przedłużono od pl. Zawiszy na zachód dopiero w 1973 roku.

## Charakterystyka
Osiedle ma powierzchnię 16,5 ha. Składa się z budynków o różnej wysokości – od 4, poprzez 7 i 11 do 13 kondygnacji, maksymalnej na owe czasy liczby ze względów technologicznych. Budynki położone wzdłuż Al. Jerozolimskich zostały tak ustawione, aby tworzyć wrażenie jednej ściany dla wjeżdżających do Warszawy od zachodu. Mieszczą 1898 mieszkań, składających się z 4635 izb, zaplanowanych dla ok. 5500–6500 osób. Pierwotnie miały jasną elewację, a pomiędzy nimi zaplanowano przestronne tereny zielone. Zabudowę uzupełniły obiekty usługowe: 2 przedszkola i 32 lokale handlowo-usługowe. Łączna kubatura mieszkań to 341 789 m³. Dominuje zabudowa wysoka. Dla wszystkich mieszkań zaplanowano loggie lub balkony. Przy pl. Zawiszy planowano wybudować pawilony usługowe w kształcie plastra miodu. U zbiegu ulic Szczęśliwickiej i Sękocińskiej oraz Alej Jerozolimskich powstała fontanna.
Za realizację osiedla odpowiedzialne było Przedsiębiorstwo Budownictwa Miejskiego „Południe” na zlecenie stołecznego Zakładu Osiedli Robotniczych. Poszczególne budynki realizowane były na potrzeby pracowników Polskich Kolei Państwowych, Polskiej Akademii Nauk, Urzędu Rady Ministrów i Stołecznej Rady Narodowej.
Po zrealizowaniu osiedla zabudowa była uzupełniana m.in. o budynki mieszkalne: Al. Jerozolimskie 151–155 (oddany do użytku w 1999), Al. Jerozolimskie 157 (2002) Ochota Residence (ul. Niemcewicza 26, 2003), Rezydencja Kaliska (ul. Kaliska 23, 2011) i budynki mieszkalno-biurowe Al. Jerozolimskie 133, 133a (1999).